# Хазанов, Геннадий Викторович
Генна́дий Ви́кторович Хаза́нов (род. 1 декабря 1945, Москва, СССР) — советский и российский артист эстрады, актёр театра, кино и озвучивания, телеведущий, общественный деятель; народный артист РСФСР (1991), лауреат Государственной премии Российской Федерации (1996). Полный кавалер ордена «За заслуги перед Отечеством». С 1997 года — художественный руководитель Московского театра эстрады.

## Биография

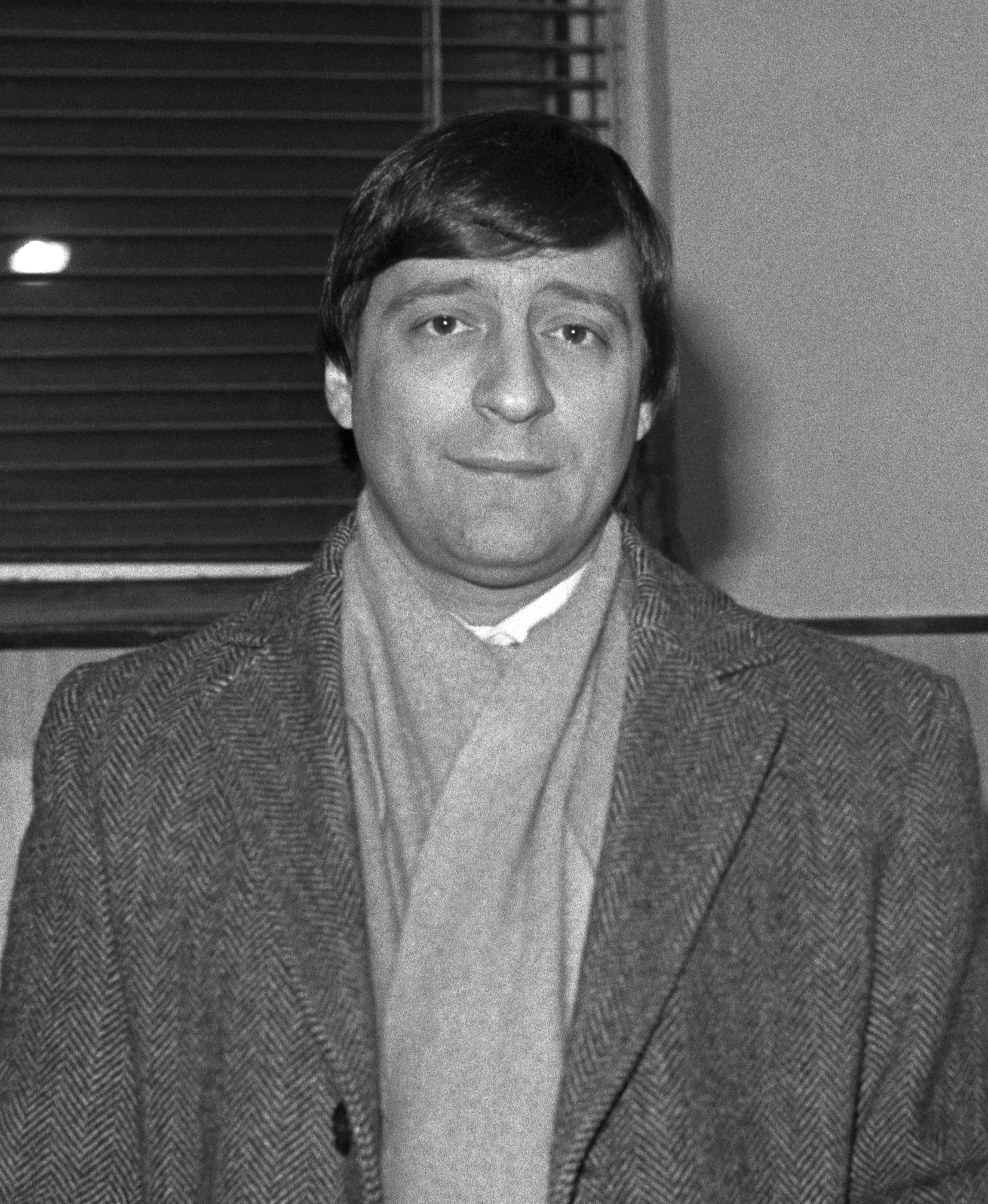
Геннадий Хазанов в 1987 году

Родился 1 декабря 1945 года в Москве. Рос в семье без отца, узнал о нём, когда тот уже умер, так как родители никогда не состояли в браке.
Мать — инженер Ираида Моисеевна (Ирина Михайловна) Хазанова (25 марта 1913 — 28 мая 1999) — родом из села Джалинда (ныне Сковородинский район Амурской области), куда её мать была выслана из Бессарабской губернии. Дед (уроженец Черниговской губернии), будучи провизором, не позднее 1911 года открыл первую и долгое время единственную в Сковородино (тогда Рухлово) аптеку.
Отец — Виктор Григорьевич Лукачер (1910—1982) — инженер и учёный в области радиосвязи и звукозаписи, Геннадий Хазанов — его внебрачный сын, так как у Виктора Григорьевича были законная жена и свои дети. Как оказалось, он жил с отцом в одном доме на улице Димитрова. По отцовской линии у него есть сестра и два брата.

Отца своего я не знал, а несколько лет назад мне рассказали, что с 75-го по 82-й год я жил с ним в одном доме, в одном подъезде. Неоднократно он проходил мимо меня и мимо моей дочери, поднимался с нами в одном лифте и ни словом, ни взглядом себя не выдал— 
Своим учителем Геннадий Хазанов считает Аркадия Райкина, который своим творчеством оказал большое влияние на будущего артиста в детстве. Окончил музыкальную школу имени Константина Станиславского по классу фортепиано.
После восьмого класса работал слесарем на радиозаводе.
С 1962 года Хазанов пытался поступить в театральные вузы Москвы, включая Московское академическое хореографическое училище и Щукинское училище, но провалился на экзаменах и оказался студентом МИСИ имени Куйбышева. Там он начал участвовать в студенческой самодеятельности.
Участник команды КВН Московского инженерно-строительного института 1960-х. Именно в МИСИ и родился первый персонаж Хазанова — «студент кулинарного техникума».
В 1965 году Геннадия Хазанова приняли в Государственное училище циркового и эстрадного искусства (педагог Надежда Слонова).
С 1967 года начал выступать на большой эстраде.
По окончании института с 1969 года по 1971 год Хазанов работал конферансье в оркестре Леонида Утёсова, до него с 1964 по 1969 год у Утёсова работал Евгений Петросян.
В 1971 году перешёл в Москонцерт. Хазанов перепробовал множество жанров — от пародии (среди объектов пародий — Луи де Фюнес, Лев Лещенко, Николай Озеров, Борис Брунов, Игорь Ильинский, Роман Карцев и Виктор Ильченко, пародист Александр Иванов, Сергей Капица, Аркадий Райкин, Арутюн Акопян, эстрадный дуэт Вадим Тонков и Борис Владимиров (Вероника Маврикиевна и Авдотья Никитична) и другие) до клоунады, но в итоге нашёл себя как артиста разговорного жанра — эстрадной репризы.
В октябре 1974 года стал лауреатом первой премии на V Всесоюзном конкурсе артистов эстрады. На следующий год к артисту пришёл всесоюзный успех — по телевидению показали его монолог студента кулинарного техникума. Несмотря на популярность образа, Хазанов решил его не эксплуатировать, создав ряд запоминающихся миниатюр, воплощённых в новых образах на сцене. Авторами его монологов были Аркадий Хайт, Михаил Городинский, Семён Альтов, Лион Измайлов, Марьян Беленький, Виктор Шендерович и другие известные писатели-сатирики.
С 1997 года возглавляет Московский театр эстрады.
4 марта 2003 года принял участие в первом выпуске передачи «Основной инстинкт».
Сыграл в известных моноспектаклях «Очевидное — невероятное», «Масенькие трагедии», «Вчера, сегодня, завтра», «Избранное», «Чужие юбилеи».
В качестве театрального режиссёра дебютировал работой «Мелочи жизни» (1980). Играл в спектаклях московских театров. Выступал членом жюри Высшей лиги КВН.
В 2001 году планировался на роль ведущего программы «Большой спор» на «Первом канале», но ведущим стал Дмитрий Нагиев.
В 2002 году на экраны вышла многосерийная программа Леонида Парфёнова «Геннадий Хазанов. Жил-был я». Восемь часов экранного времени использует весь архив: «от медицинской карты из детской поликлиники до фрагментов ещё не снятого фильма Эльдара Рязанова».
С 2003 года играет в спектаклях Театра Антона Чехова.
В 2004 году принимал участие в одном из выпусков программы «НТВ» «К барьеру!» в качестве оппонента Владимира Жириновского.

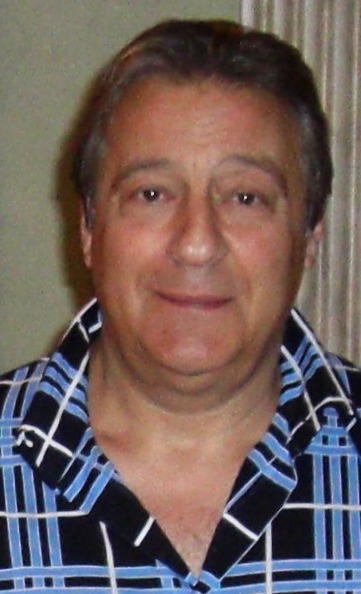
Геннадий Хазанов 2007 год

С 6 марта по 8 мая 2011 года являлся ведущим вместе с Кариной Зверевой программы «Семейный приговор» на телеканале «ТВ-3».
В 2013 году был членом жюри шоу пародий «Один в один!». В 2013—2014 году был председателем жюри пародийного шоу «Повтори!» на «Первом канале».
Со 2 марта 2014 по 25 апреля 2021 года — член жюри в шоу перевоплощений «Точь-в-точь» на «Первом канале». Также был членом жюри в шоу «Театр эстрады» на этом же канале.
6 декабря 2015 года прошёл Бенефис Геннадия Хазанова.
29 июля 2015 года был гостем программы «Наедине со всеми» с Юлией Меньшовой на «Первом канале».
2 января 2017 года был гостем программы «Мой герой» с Татьяной Устиновой на телеканале «ТВЦ».
18 февраля 2023 года в Москве с огромным успехом состоялась премьера спектакля «Трое в парке, не считая собаки» с участием Геннадия Хазанова, Ольги Остроумовой и Марины Ивановой.

## Семья
- Мать — Ираида Моисеевна (Ирина Михайловна[12]) Хазанова (25 марта 1913 — 28 мая 1999), инженер-электрик[17]. Первого мужа матери расстреляли в 1938 году по ложному доносу соседки. В 1957 году его реабилитировали, а матери выплатили двойной оклад. Дед, Моисей (Михаил) Абрамович Хазанов (1882—1947), открыл первую аптеку в Сковородино (1911)[8], в советское время был провизором 1-го Московского медицинского института (в годы Великой Отечественной войны — в заводоуковском эвакогоспитале)[18], затем работал провизором в аптеке на Большой Ордынке, № 84 (угол Большой Полянки, бывшая аптека Феррейна)[19]; бабушка — Елизавета Михеевна Хазанова (1888—1967) — была коммунисткой, работала в комиссариате просвещения, затем учительницей истории и директором школы, в которой позже снимался эпизод Ералаша № 46 «40 чертей и одна зелёная муха»[11][20]. Старший брат по матери Эдуард Хазанов (род. 1936) с 1977 года живёт в Германии[21]
- Отец[9] — Виктор Григорьевич Лукачер (1910—1982) — инженер, учёный, занимавшийся передовыми разработками в области радио и звукозаписи. Во время Великой Отечественной войны был командиром разведывательного дивизиона, награждён орденом Отечественной войны II степени, майор. Хазанов был внебрачным сыном Лукачера. У него не было никаких отношений с отцом, хотя с 1975 по 1982 год они жили в одном подъезде: Хазанов получил квартиру в 14-этажном доме на Якиманке, но не знал, что в этом же доме на 6-м этаже жил его отец. Позже об этом Геннадию рассказала соседка, а отец видел сына и внучку, но не пытался познакомиться с ними лично[9][9][22][23]
- Единокровная сестра (от первого брака отца) — Наталья Викторовна Лукачер (род. 1937), проживает в Израиле
- Единокровный брат — Юрий Викторович Лукачер (род. 1946) — ровесник Геннадия, пенсионер
- Единокровный брат (от второго брака отца) — Андрей Викторович Лукачер (род. 1957) — выпускник МИФИ, свободно читал английскую классику в оригинале, из-за ссоры с матерью прыгнул под поезд в метро, дважды в год проходит лечение в психиатрических клиниках[9][9][24]
- Жена (с 25 декабря 1970) — Злата Иосифовна Эльбаум (род. 12 сентября 1948, Миасс), дочь партийного работника, репрессированного в 1938[25]; после освобождения из заключения Иосиф Моисеевич Эльбаум женился[26]. Когда они познакомились, Злата работала помощницей режиссёра Марка Розовского[27]. Свидетелем на свадьбе со стороны жениха был Леонид Утёсов. Позже Злата Иосифовна сопровождала мужа на гастролях, затем стала предпринимателем. Часто живёт в Израиле, в Тель-Авиве, где у них есть квартира. Так же, как и у Хазанова, у Эльбаум имеется и гражданство Израиля[28][29]
  - Дочь — Алиса Хазанова (род. 1974) — актриса, кинорежиссёр и кинопродюсер, до конца 1990-х годов работала артисткой балета и хореографом[30].

## Общественная позиция

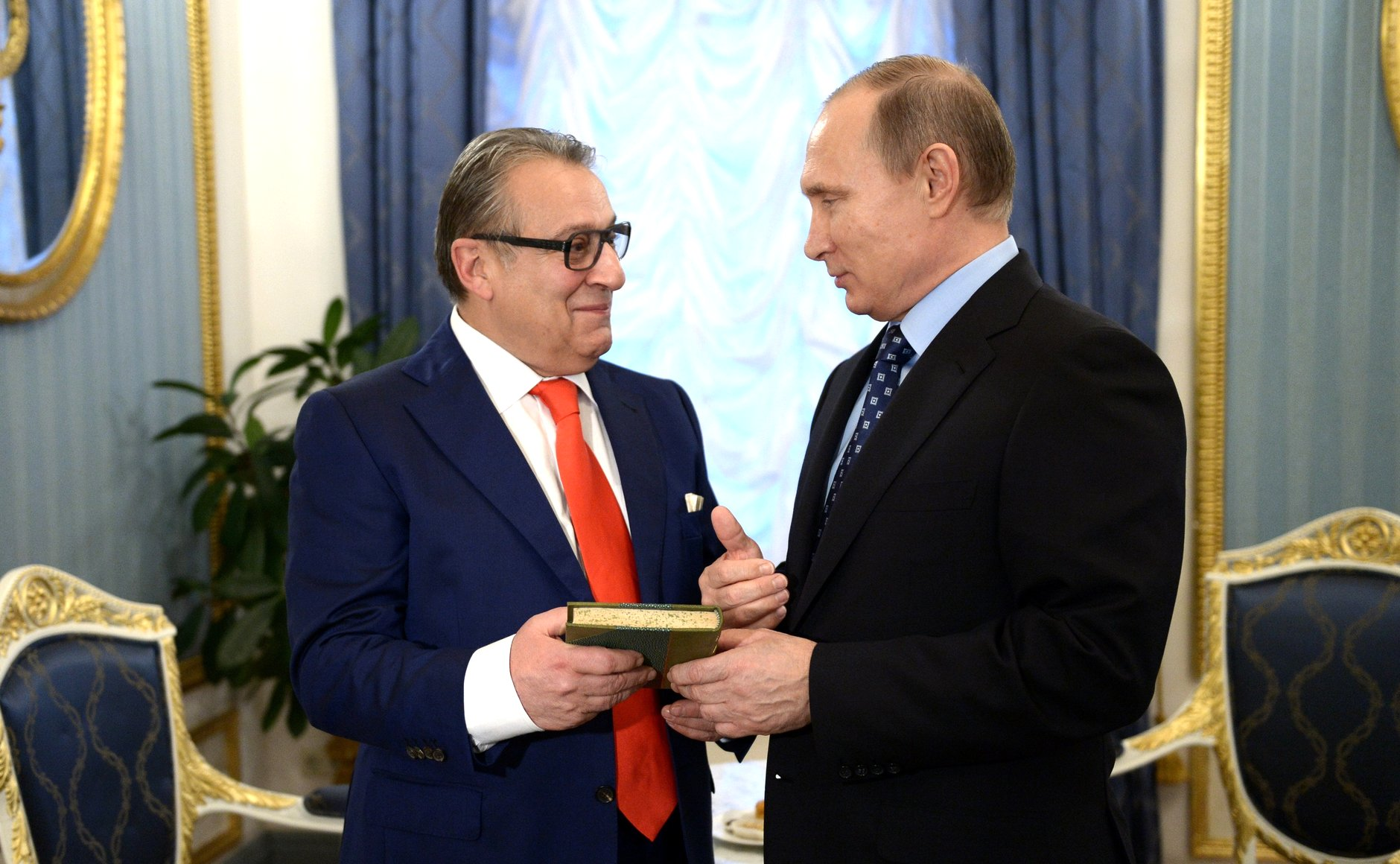
На встрече с президентом Российской Федерации Владимиром Путиным, 1 декабря 2015 года

В апреле 1993 года, во время политического кризиса в России поддержал президента РФ Б. Н. Ельцина в его противостоянии с Верховным Советом, приняв участие в пропрезидентской кампании «Да—да—нет—да», приуроченной к референдуму 25 апреля 1993 года.
В октябре 1993 года поддержал силовой разгон Верховного Совета России. В образе персонажа Аркадия Райкина высмеивал сторонников парламента.
30 марта 1994 года подписал политическое заявление о создании партии «Демократический выбор России», которую возглавил Егор Гайдар.
На выборах 1996 года был доверенным лицом Бориса Ельцина.
В 2000 году был среди деятелей культуры, подписавших письмо в поддержку Владимира Путина с его инициативой возвращения к советскому гимну на музыку Александрова.
6 февраля 2012 года был официально зарегистрирован как доверенное лицо кандидата в президенты Российской Федерации премьер-министра Владимира Путина на третий срок.
В 2012 году был одним из деятелей культуры, подписавших обращение к президенту Российской Федерации с просьбой, чтобы директором Большого театра стал Николай Цискаридзе.
В марте 2014 года Хазанов поддержал аннексию Крыма, подписал письмо президенту России Владимиру Путину в поддержку аннексии.
Входит в состав Общественного совета при Следственном комитете Российской Федерации.
В 2022 году высказался против военных действий на территории Украины, но умолчал, чью сторону поддерживает.

## Творчество

### Фильмография

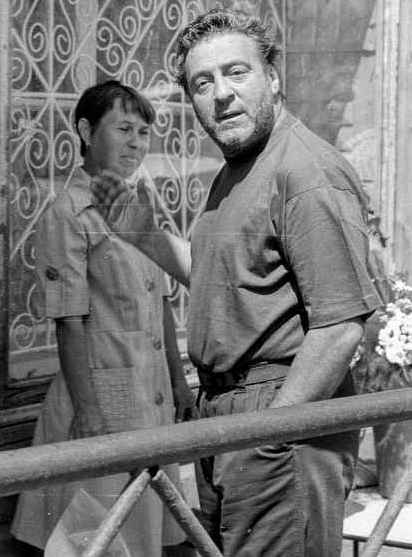
На съёмках фильма «Полицейские и воры» (1997)

- 1986[42] — В поисках выхода (киноальманах). Фильм № 1: Реквием по Филею — Гена Мунькин, скрипач[43]
- 1986 — Как стать звездой — (использованы кадры выступлений)[44]
- 1992 — Маленький гигант большого секса — Марат
- 1997 — Полицейские и воры — жулик
- 2000 — Тихие омуты — Павел
- 2009 — Приказано уничтожить! Операция: «Китайская шкатулка» — Иосиф Сталин
- 2011 — Олимпийская деревня — чиновник
- 2014 — Кавказская пленница! — товарищ Саахов / судья[45]

#### Роли на телевидении
- 1976 — Волшебный фонарь — Комиссар Жюв
- 1984 — Свадьба соек — ведущий
- 1995 — Бред вдвоём
- 2003 — Снежная королева — ворон Карл
- 2004—2006 — Моя прекрасная няня — Жорес Клещенко / Тамада
- 2006 — Кто в доме хозяин? — Николай Петрович
- 2007 — Кровавая Мэри — отец Антона
- 2007 — Приключения солдата Ивана Чонкина — Моисей Соломонович Сталин
- 2008 — Аттракцион — Осинский
- 2011 — Фурцева (телесериал) — Иосиф Сталин
- 2015 — Джуна — Аркадий Райкин

### Озвучивание и дубляж
- 1975 — Леопольд и золотая рыбка — Кот Леопольд / мыши-хулиганы / золотая рыбка
- 1975 — Картина. Ехал Ваня — читает текст от автора
- 1976 — Ну, погоди! (выпуск 9) — диктор Центрального телевидения / голоса Николая Озерова, Вероники Маврикиевны и Авдотьи Никитичны
- 1976 — Репетиция — читает текст от автора
- 1980 — Трус — главный герой
- 1979—1980 — Баба-яга против! — ведущий новостей
- 1984 — Возвращение блудного попугая (первый выпуск) — попугай Кеша
- 1984 — Свадьба соек — птица-рассказчица
- 1986 — Смерть мышонка — читает текст от автора
- 1987 — Возвращение блудного попугая (второй выпуск) — попугай Кеша
- 1987 — Брак — спортивный комментатор в телевизоре
- 1988 — Возвращение блудного попугая (третий выпуск) — попугай Кеша
- 1990 — Паспорт — дядя Изя
- 2003 — Звериные войны (Animal wars) — попугай Рикки Умник
- 2004 — Незнайка и Баррабасс — Мурзилка
- 2009 — Девять (9) — Первый
- 2010 — Щелкунчик и Крысиный Король — эпизод

### Роли в киножурнале «Ералаш»
- 1975 — «Как сейчас помню…», реж. Э. Гаврилов (выпуск 5, эпизод 2)[46] — рассказчик / Валерий Евгеньевич, учитель литературы / Хазанов
- 1978 — «Царевна-Несмеяна», реж. В. Дорман (выпуск 16, эпизод 2)[47] — камео
- 1983 — «Рекордный вес», реж. И. Магитон (выпуск 37, эпизод 3) — закадровый комментатор (в титрах не указан)
- 1984 — «40 чертей и одна зелёная муха», реж. Г. Васильев (выпуск 46, эпизод 2)[48] — новый учитель грамматики
- 2015 — «Это уже слишком», реж. В. Панжев (выпуск 294, эпизод 1) — отец учительницы русского языка

### Роли в театре

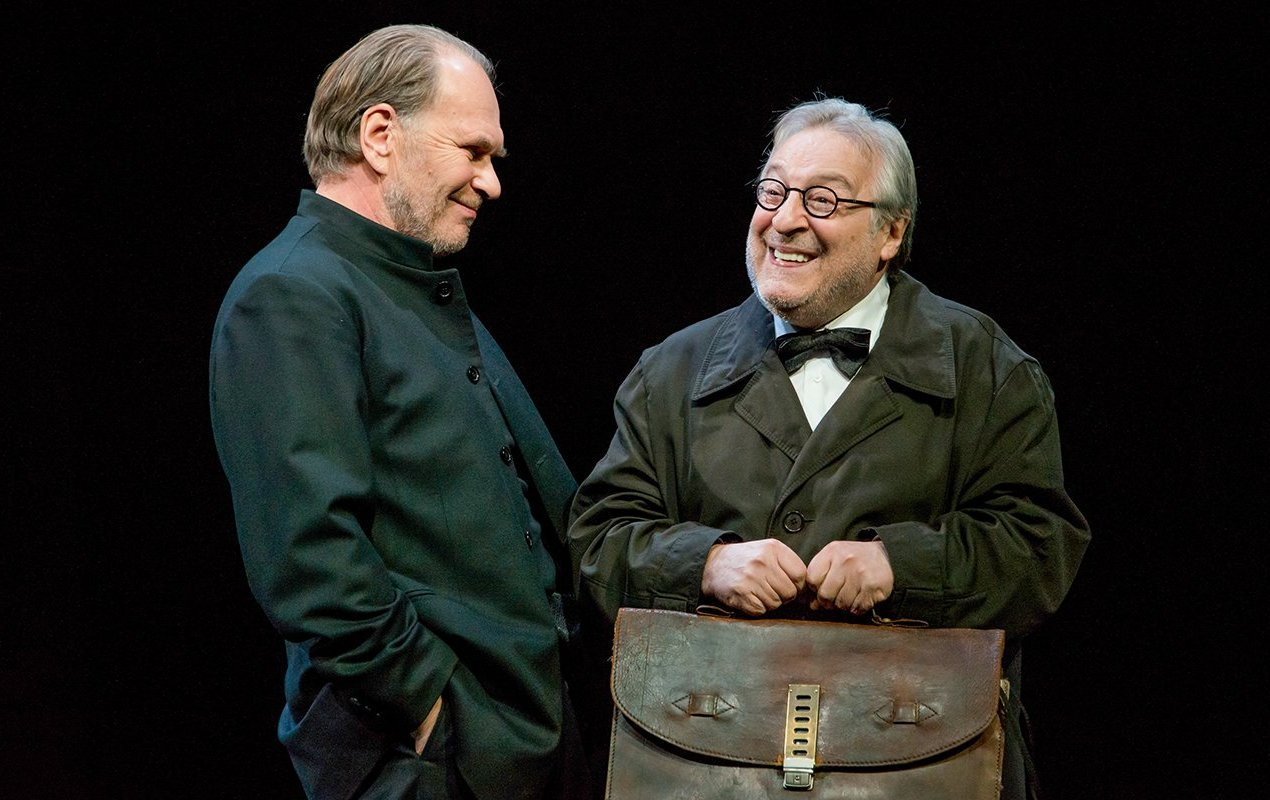
С Алексеем Гуськовым. Театр имени Вахтангова, спектакль «Фальшивая нота», 2018 год

- 1987 — «Масенькие трагедии, или Исповедь у шлагбаума без антракта» (М. Городинский), реж. Р. Виктюк (Театр «Моно»)
- 1992 — «Игроки-XXI» (по пьесе Николая Гоголя «Игроки»), реж. С. Юрский (АРТель АРТистов Сергея Юрского на сцене МХАТ имени Чехова) — Дергунов Аркадий Андреевич
- 1998 — «Ужин с дураком» (по пьесе Франсис Вебера), реж. Леонид Трушкин (Театр Антона Чехова) — Франсуа
- 2000 — «Птицы» (Евгений Унгард), реж. Борис Мильграм (Московский театр эстрады)
- 2000 — «Город миллионеров» (по пьесе Эдуардо Де Филиппо «Филумена Мартурано»), реж. Роман Самгин (Ленком) — Сориано
- 2001 — «Труп на теннисном корте» (по пьесе Энтони Шеффера «Игра»), реж. Евгений Каменькович (Московский театр эстрады)
- 2003 — «Смешанные чувства» (по пьесе Ричарда Баэра) — Герман Льюис, реж. Леонид Трушкин (Московский театр эстрады)
- 2004 — «Всё как у людей…» (Марк Камолетти), реж. Леонид Трушкин (Московский театр эстрады)
- 2005 — «Морковка для императора», реж. Леонид Трушкин (Театр Антона Чехова) — Наполеон I
- 2011 — «Крутые виражи» (Эрик Ассу), реж. Леонид Трушкин (Театр Антона Чехова)
- 2017 — «Спасатель» (Норм Фостер), реж. Леонид Трушкин (Театр Антона Чехова) — Барри
- 2018 — «Фальшивая нота» (Дидье Карон), реж. Римас Туминас (Театр имени Вахтангова) — Динкель[49]
- 2021 — «На посадку» (А. Н. Островский), реж. Леонид Трушкин (Театр Антона Чехова)

## Телевидение
- 1994 — «Час пик» (гость)
- 1995 — «Поле чудес» (специальный выпуск, посвящённый 50-летию Геннадия Хазанова)[12]
- 1999 — «Тема» (гость)
- 2000 — Геннадий Хазанов. Жил-был я
- 2005 — Хазанов против «НТВ»
- 2006 — «Сто к одному» (участник команды «Выпускники МИСИ»)
- 2011 — «Семейный приговор» («ТВ-3»)
- 2013 — «Один в один» (член жюри)
- 2013 — «Повтори!» (член жюри)
- 2014 — «Точь-в-точь» (член жюри)
- 2014 — «Остров Крым»
- 2015 — «Поле чудес» (игрок)
- 2014 — «Театр эстрады» (член жюри)

## Награды, премии и почётные звания

На церемонии награждения Орденом «За заслуги перед Отечеством» II степени, 2011 год

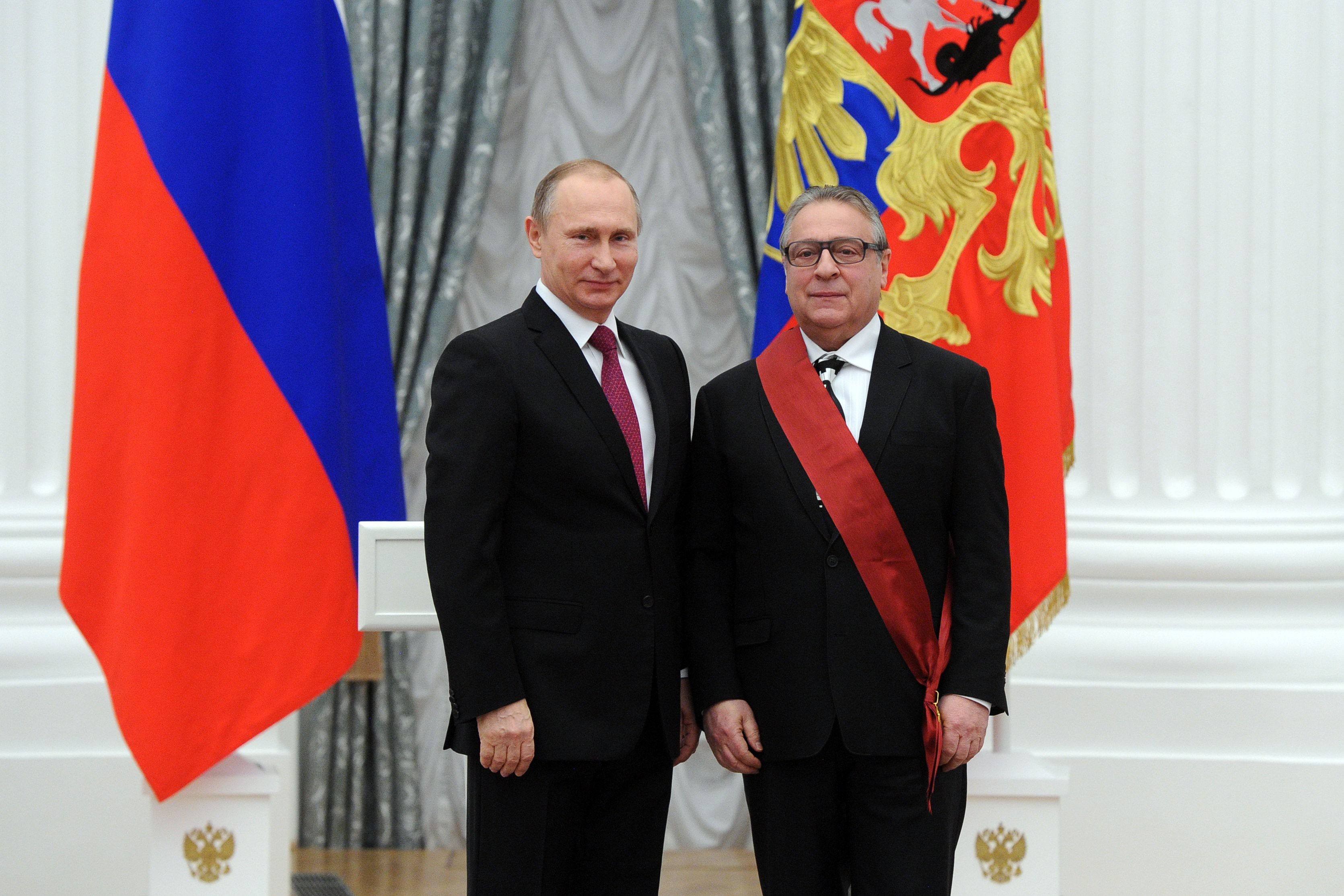
На церемонии награждения Орденом «За заслуги перед Отечеством» I степени, 10 декабря 2015 года

- Заслуженный артист РСФСР (27 июня 1988) — за заслуги в области советского искусства[50]
- Народный артист РСФСР (8 октября 1991) — за большие заслуги в области эстрадного искусства[51]
- орден Дружбы (30 ноября 1995) — за большой вклад в развитие эстрадного искусства[52]
- Государственная премия Российской Федерации в области эстрадного и циркового искусства 1995 года (27 мая 1996) — за концертные программы последних лет[53]
- Благодарность президента Российской Федерации (11 июля 1996) — за активное участие в организации и проведении выборной кампании президента Российской Федерации в 1996 году[54]
- орден «За заслуги перед Отечеством» IV степени (29 ноября 2000) — за большой вклад в развитие отечественного эстрадного искусства[55]
- орден «За заслуги перед Отечеством» III степени (1 декабря 2005) — за большой вклад в развитие театрального искусства и многолетнюю творческую деятельность[56][57]
- Национальная премия «Россиянин года» (2005) в номинации «Искусство и культура» — за многолетнее талантливое служение искусству, выдающийся вклад в развитие российского театра[58]
- орден «За заслуги перед Отечеством» II степени (1 декабря 2010) — за выдающийся вклад в развитие отечественного эстрадного искусства и многолетнюю творческую деятельность[59]
- орден «За заслуги перед Отечеством» I степени (1 декабря 2015) — за большие заслуги в развитии отечественной культуры и искусства, многолетнюю плодотворную деятельность[60].
- Почётная грамота Московской городской Думы (27 января 2016) — за заслуги перед городским сообществом[61]
- Знак ордена святого Александра Невского «За труды и Отечество»[62]

## Документальные фильмы и телепередачи
- «Геннадий Хазанов. „Жил-был я“» («НТВ», 2000)[63]
- «Геннадий Хазанов. „Мистический автопортрет“» («Первый канал», 2010)[64]
- «Геннадий Хазанов. „Пять граней успеха“» («ТВ Центр», 2014)[65]
- «Геннадий Хазанов. „Без антракта“» («Первый канал», 2015)[66][67]
- «Геннадий Хазанов. „Лицо под маской“» («ТВ Центр», 2018)[68]
- «Геннадий Хазанов. „Без антракта“» («Первый канал», 2019)[69]
- «Геннадий Хазанов. „Я и здесь молчать не буду!“» («Первый канал», 2020)[70][71]
- «Геннадий Хазанов. „Рождённые в СССР“» («Мир», 2020)[72]
- «В поисках Хазанова» («ТВ Центр», 2021)[73]